# Liceu Henri IV
El liceu Henri IV (Lycée Henri IV) és un centre educatiu francès situat al Barri Llatí de París, al cinquè districte de París.
L'escola és reconeguda pels seus excel·lents resultats al batxillerat, al concurs general i a les proves d'accés a les Grandes Ecoles, i més concretament als concursos literaris (Ecoles Normales Supérieure de París, Lió i Paris-Saclay, École des Chartes). És conegut pel seu elitisme i per haver format molts intel·lectuals, polítics, científics i personalitats franceses.

## Ex-alumnes famosos
- René Baire, un matemàtic francès
- Jean-François Chabrun, un poeta, un membre de la Resistència francesa, periodista i crític d'art francès
- Esther Duflo, una economista francesa i professora del Massachusetts Institute of Technology
- Hugh Algernon Weddell, un metge i botànic anglès que s'especialitzà en flora sud-americana